# Carex sartwellii
Carex sartwellii är en halvgräsart som beskrevs av Chester Dewey. Carex sartwellii ingår i släktet starrar, och familjen halvgräs.

## Underarter
Arten delas in i följande underarter:
- C. s. sartwellii
- C. s. stenorrhyncha

## Bildgalleri

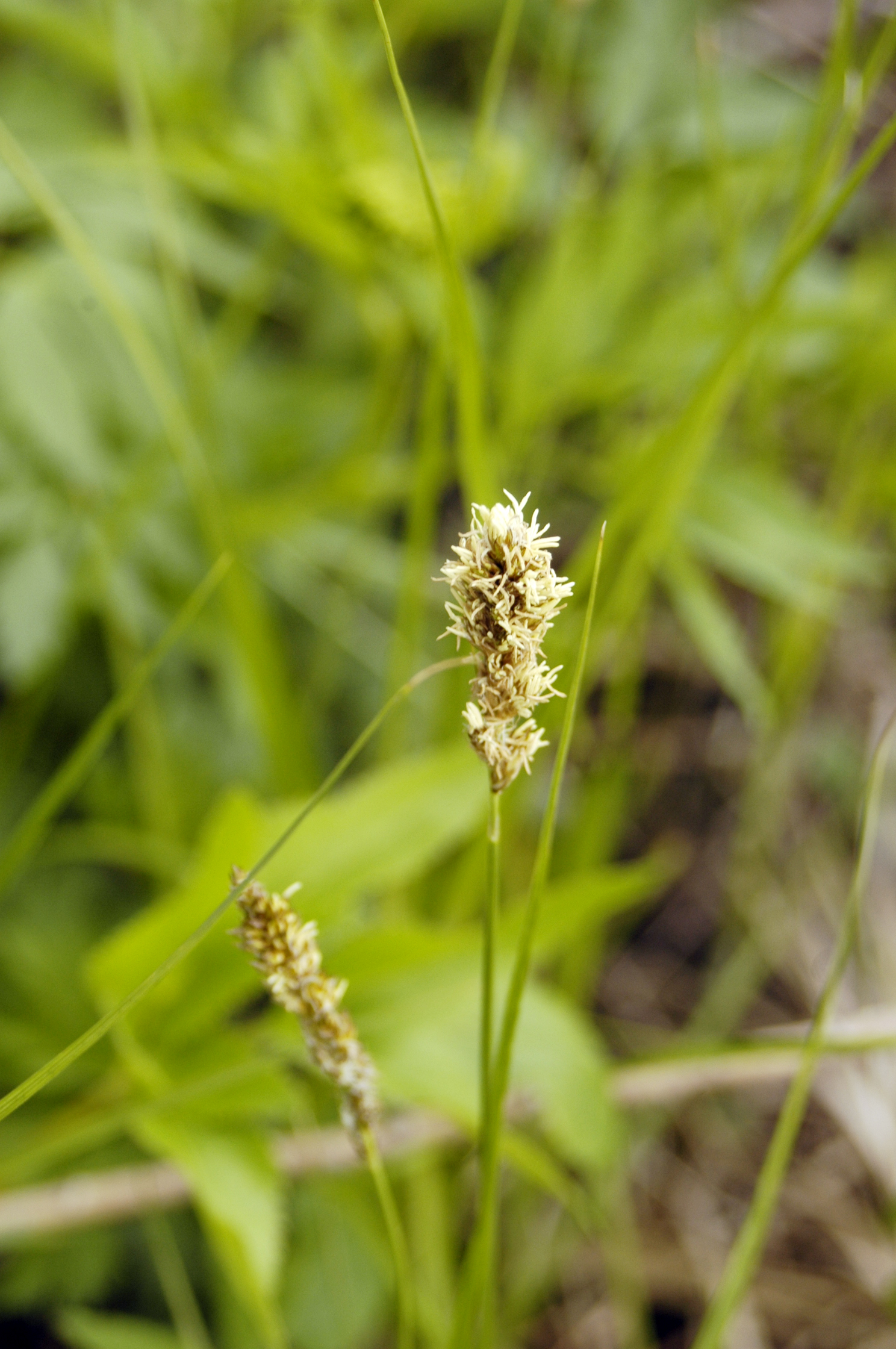